# Berta Pīpiņa
Berta Pīpiņa (geborene Ziemele; * 16. Septemberjul. / 28. September 1883greg. in Code (heute Bezirk Bauska), Russisches Kaiserreich; † 1942 in Sibirien) war eine lettische Journalistin, Schriftstellerin und Politikerin. Sie war die einzige Frau, die in der Zwischenkriegszeit Mitglied des lettischen Parlaments war.

## Leben
Berta Ziemele besuchte das Mädchengymnasium in Bauska. Ihre Eltern hatten einen Bauernhof und eine Gastwirtschaft. Im Jahr 1901 begann Ziemele in Charkow zu unterrichten. Von 1904 bis 1908 studierte sie bei Albert Liebmann in Berlin, um behinderten Kindern mit Sprachstörungen zu helfen. Im Jahr 1910 heiratete sie den Schriftsteller, Literaturkritiker und Journalisten Ērmanis Pīpiņš (1873–1927). Das Paar hatte zwei Töchter und einen Sohn.
Nach der lettischen Unabhängigkeit im November 1918 begann sich Berta Pīpiņa politisch und für die Rechte der Frauen zu engagieren. Sie war langjährige Vorsitzende des Lettischen Nationalen Frauenbundes und gehörte von 1919 bis 1931 dem Stadtrat von Riga an. Von 1925 bis 1928 leitete Pīpiņa dort die Abteilung für Armenfürsorge und war danach bis 1931 Mitglied der Rechnungsprüfungskommission. Anfang Oktober 1931 wurde sie als erste und einzige Frau in die Saeima gewählt. In der vierten Saeima vertrat Pīpiņa ab dem 3. November das Demokratische Zentrum (lettisch „Demokrātiskais Centrs“), eine Partei, die sie mitbegründet hatte. Sie war die erste Frau im Zentralkomitee einer Partei. Mit dem Staatsstreich vom 15. Mai 1934 löste Kārlis Ulmanis die Volksvertretung auf. In der Folge wurden die Parteien verboten. – Die fünfte Saeima wurde erst im Juni 1993 gewählt.
Im Jahr 1930 war Pīpiņa an der Gründung eines Dachverbands für die lettischen Frauenorganisationen beteiligt, der sich für die soziale und politische Gleichstellung von Frauen einsetzte. Von 1930 bis 1935 leitete sie diesen Verband. International nahm sie an den Kongressen des International Council of Women (ICW) teil, so in Wien (1930), Stockholm (1933) und Paris (1934). In Dubrovnik wurde Pīpiņa 1936 zur Vizepräsidentin des ICW gewählt.
Nach dem Staatsstreich war Pīpiņa nur noch journalistisch tätig, unter anderem in der von ihr gegründeten, monatlich erscheinenden Zeitschrift „Latviete“ (Die lettische Frau). Zu ihren Werken gehört auch der Roman „Lejaskrodznieces meitas“ (Tochter des Gastwirts). Nach der Besetzung Lettlands durch die Sowjetunion galt Pīpiņa als Staatsfeindin. Sie wurde 1941 nach Sibirien deportiert.
Berta Pīpiņa starb 1942 in einem Gulag am Ob. Ihr Name wurde damals aus den Enzyklopädien entfernt.

## Werke und Schriften
- Lejaskrodznieces meitas. (Roman)
- Kā es runaju ar saviem bērniem par dzimumu dzīvi. Seksualais jautajums. Jaunais Wārds, Riga 1927. (Erziehungsratgeber: Wie ich mit meinen Kindern über Sexualität spreche.)
- Svētku runa Mātes dienā. (Rede zum Muttertag).

## Auszeichnungen
- Drei-Sterne-Orden – Offizier.